# Grande Prêmio da Áustria de 1984
Resultados do Grande Prêmio da Áustria de Fórmula 1 realizado em Österreichring em 19 de agosto de 1984. Décima segunda etapa do campeonato, foi vencido pelo  austríaco Niki Lauda, da McLaren-TAG/Porsche, com Nelson Piquet em segundo pela Brabham-BMW e Michele Alboreto em terceiro pela Ferrari.

## Resumo
Foi a primeira corrida de Fórmula 1 onde todos os carros utilizaram motor turbo, a única vitória de Niki Lauda (e de um piloto austríaco) em seu pais e marcou a estreia de Gerhard Berger.
400ª corrida da história da Fórmula 1.

## Classificação

### Treinos oficiais
| Pos.    | N.º | Piloto             | Construtor          | Q1          | Q2       | Grid     |
| ------- | --- | ------------------ | ------------------- | ----------- | -------- | -------- |
| 1       | 1   | Nelson Piquet      | Brabham-BMW         | 1:26.928    | 1:26.173 | —        |
| 2       | 7   | Alain Prost        | McLaren-TAG/Porsche | 1:26.203    | 1:27.098 | + 0.030  |
| 3       | 11  | Elio de Angelis    | Lotus-Renault       | 1:27.531    | 1:26.318 | + 0.145  |
| 4       | 8   | Niki Lauda         | McLaren-TAG/Porsche | 1:26.715    | 1:27.312 | + 0.542  |
| 5       | 15  | Patrick Tambay     | Renault             | 1:27.748    | 1:26.748 | + 0.575  |
| 6       | 16  | Derek Warwick      | Renault             | 1:27.928    | 1:27.123 | + 0.950  |
| 7       | 2   | Teo Fabi           | Brabham-BMW         | 1:29.893    | 1:27.201 | + 1.028  |
| 8       | 12  | Nigel Mansell      | Lotus-Renault       | 1:28.430    | 1:27.558 | + 1.385  |
| 9       | 6   | Keke Rosberg       | Williams-Honda      | 1:28.760    | 1:29.012 | + 2.587  |
| 10      | 19  | Ayrton Senna       | Toleman-Hart        | 1:29.463    | 1:29.200 | + 3.027  |
| 11      | 5   | Jacques Laffite    | Williams-Honda      | 1:29.228    | 1:31.498 | + 3.055  |
| 12      | 27  | Michele Alboreto   | Ferrari             | 1:29.694    | 1:30.000 | + 3.541  |
| 13      | 22  | Riccardo Patrese   | Alfa Romeo          | 1:30.966    | 1:30.736 | + 4.563  |
| 14      | 14  | Manfred Winkelhock | ATS-BMW             | 1:33.276    | 1:30.853 | + 4.680  |
| 15      | 28  | René Arnoux        | Ferrari             | 1:31.003    | 1:31.313 | + 4.830  |
| 16      | 23  | Eddie Cheever      | Alfa Romeo          | 1:31.250    | 1:31.045 | + 4.872  |
| 17      | 18  | Thierry Boutsen    | Arrows-BMW          | 1:31.255    | 1:31.189 | + 5.016  |
| 18      | 26  | Andrea de Cesaris  | Ligier-Renault      | 1:36.771    | 1:31.588 | + 5.415  |
| 19      | 17  | Marc Surer         | Arrows-BMW          | 1:31.701    | 1:31.655 | + 5.482  |
| 20      | 31  | Gerhard Berger     | ATS-BMW             | 1:31.904    | s/tempo  | + 5.731  |
| 21      | 25  | François Hesnault  | Ligier-Renault      | 1:32.582    | 1:32.270 | + 6.097  |
| 22      | 30  | Jo Gartner         | Osella-Alfa Romeo   | 1:35.212    | 1:33.019 | + 6.846  |
| 23      | 24  | Piercarlo Ghinzani | Osella-Alfa Romeo   | 1:33.172    | s/tempo  | + 6.999  |
| 24      | 10  | Jonathan Palmer    | RAM-Hart            | 1:34.622    | 1:34.128 | + 7.955  |
| 25      | 9   | Philippe Alliot    | RAM-Hart            | 1:34.495    | 1:44.304 | + 8.322  |
| 26      | 21  | Huub Rothengatter  | Spirit-Hart         | 1:00:43.900 | 1:35.605 | + 9.432  |
| 27      | 3   | Stefan Johansson   | Tyrrell-Ford        | 1:37.292    | 1:36.282 | + 10.109 |
| 28      | 4   | Stefan Bellof      | Tyrrell-Ford        | 1:37.535    | 1:37.893 | + 11.362 |
| Fontes: |     |                    |                     |             |          |          |

### Corrida
| Pos.    | Nº | Piloto             | Construtor          | Voltas | Tempo/Diferença  | Grid | Pontos           |
| ------- | -- | ------------------ | ------------------- | ------ | ---------------- | ---- | ---------------- |
| 1       | 8  | Niki Lauda         | McLaren-TAG/Porsche | 51     | 1:21:12.851      | 4    | 9                |
| 2       | 1  | Nelson Piquet      | Brabham-BMW         | 51     | + 23.525         | 1    | 6                |
| 3       | 27 | Michele Alboreto   | Ferrari             | 51     | + 48.998         | 12   | 4                |
| 4       | 2  | Teo Fabi           | Brabham-BMW         | 51     | + 56.312         | 7    | 3                |
| 5       | 18 | Thierry Boutsen    | Arrows-BMW          | 50     | + 1 volta        | 17   | 2                |
| 6       | 17 | Marc Surer         | Arrows-BMW          | 50     | + 1 volta        | 19   | 1                |
| 7       | 28 | René Arnoux        | Ferrari             | 50     | + 1 volta        | 15   |                  |
| 8       | 25 | François Hesnault  | Ligier-Renault      | 49     | + 2 voltas       | 21   |                  |
| 9       | 10 | Jonathan Palmer    | RAM-Hart            | 49     | + 2 voltas       | 24   |                  |
| 10      | 22 | Riccardo Patrese   | Alfa Romeo          | 48     | Pane seca        | 13   |                  |
| 11      | 9  | Philippe Alliot    | RAM-Hart            | 48     | + 3 voltas       | 25   |                  |
| 12      | 31 | Gerhard Berger     | ATS-BMW             | 48     | Câmbio           | 20   |                  |
| Ret     | 15 | Patrick Tambay     | Renault             | 42     | Motor            | 5    |                  |
| Ret     | 19 | Ayrton Senna       | Toleman-Hart        | 35     | Pressão do óleo  | 10   |                  |
| Ret     | 12 | Nigel Mansell      | Lotus-Renault       | 32     | Motor            | 8    |                  |
| Ret     | 7  | Alain Prost        | McLaren-TAG/Porsche | 28     | Bateu            | 2    |                  |
| Ret     | 11 | Elio de Angelis    | Lotus-Renault       | 28     | Motor            | 3    |                  |
| NC      | 21 | Huub Rothengatter  | Spirit-Hart         | 23     | Não classificado | 26   |                  |
| Ret     | 23 | Eddie Cheever      | Alfa Romeo          | 18     | Motor            | 16   |                  |
| Ret     | 16 | Derek Warwick      | Renault             | 17     | Motor            | 6    |                  |
| Ret     | 26 | Andrea de Cesaris  | Ligier-Renault      | 15     | Injeção          | 18   |                  |
| Ret     | 6  | Keke Rosberg       | Williams-Honda      | 15     | Handling         | 9    |                  |
| Ret     | 5  | Jacques Laffite    | Williams-Honda      | 12     | Motor            | 11   |                  |
| Ret     | 30 | Jo Gartner         | Osella-Alfa Romeo   | 6      | Motor            | 22   |                  |
| Ret     | 24 | Piercarlo Ghinzani | Osella-Alfa Romeo   | 4      | Câmbio           | 23   |                  |
| DNS     | 14 | Manfred Winkelhock | ATS-BMW             |        | Câmbio           | 14   |                  |
| DNQ     | 3  | Stefan Johansson   | Tyrrell-Ford        |        |                  |      | [ 7 ] [ nota 1 ] |
| EXC     | 4  | Stefan Bellof      | Tyrrell-Ford        |        |                  |      | [ 7 ] [ nota 1 ] |
| Fontes: |    |                    |                     |        |                  |      |                  |

## Tabela do campeonato após a corrida
| Pos.    | Piloto          | Pontos |
| ------- | --------------- | ------ |
| 1       | Niki Lauda      | 48     |
| 2       | Alain Prost     | 43,5   |
| 3       | Elio de Angelis | 26,5   |
| 4       | René Arnoux     | 24,5   |
| 5       | Nelson Piquet   | 24     |
| Fontes: |                 |        |

| Pos.    | Construtor          | Pontos |
| ------- | ------------------- | ------ |
| 1       | McLaren-TAG/Porsche | 91,5   |
| 2       | Ferrari             | 39,5   |
| 3       | Lotus-Renault       | 35,5   |
| 4       | Renault             | 32     |
| 5       | Brabham-BMW         | 30     |
| Fontes: |                     |        |

- Nota: Somente as primeiras cinco posições estão listadas. Entre 1981 e 1990 cada piloto podia computar onze resultados válidos por temporada não havendo descartes no mundial de construtores.